# Sinagoga de Turín
La sinagoga de Turín es el principal lugar de culto de la comunidad judía de Turín. Se encuentra en la Piazzetta Primo Levi (anteriormente vía San Pio V) en el barrio multiétnico de San Salvario, no lejos de la estación de tren Porta Nuova de Turín.

## Historia
En 1848 los judíos recuperaron sus derechos civiles en el Reino de Cerdeña por medio del Estatuto albertino. Para celebrar este nuevo estado de vida (antes de ser confinados en el ghetto) decidieron erigir una nueva sinagoga de grandes proporciones para establecer su presencia en la, por aquel entonces, capital del reino. En 1859, la comunidad encargó al arquitecto Alessandro Antonelli que construyera el que sería su futuro templo, y las obras comenzaron rápidamente. En 1875 se hizo evidente que la visión del arquitecto estaba más allá del alcance, el tamaño y el presupuesto de la comunidad. Por esta razón, decidieron vender el edificio a medio terminar a la ciudad a cambio de una suma de dinero y la tierra en la que se encuentra la sinagoga actual, confiando el nuevo proyecto al arquitecto Enrico Petiti. El 16 de febrero de 1884 , después de cuatro años de trabajo, se inauguró la nueva sinagoga.
Enrico Petitti diseñó una estructura de gran tamaño con planta rectangular. En las cuatro esquinas hay cuatro grandes torres de 27 metros de altura rematadas con cúpulas bulbosas. Como en el caso de muchas otras sinagogas de la época, se eligió el estilo neomorisco para distinguir el templo de otros edificios religiosos de la ciudad. Dentro de la sinagoga hay un gran salón de 35 metros de largo, 16 metros de alto y 22 metros de ancho.El matroneo en el primer piso corre a lo largo del templo en tres lados. El espacioso salón, capaz de albergar a 1400 personas, era rico en decoraciones, con un artesonado.
El 20 de noviembre de 1942 , durante un bombardeo, el templo fue alcanzado por un segmento incendiario. El daño a los muebles y decoraciones fue enorme; solo se salvaron las estructuras del muro. Después de las primeras obras de consolidación en septiembre de 1945, el interior fue reconstruido y redecorado en 1949.
El templo, ahora desproporcionado al tamaño de la comunidad, se usa solo en las fiestas más importantes.

## Las dos pequeñas sinagogas en el sótano del templo
En el sótano del templo hay dos pequeñas sinagogas usadas para las sesiones diarias. Fueron construidas en 1972, en un proyecto de los arquitectos Giorgio Olivetti y Giuseppe Rosenthal.
El primer templo tiene forma de anfiteatro. Antes de su construcción, aquí se encontraban las habitaciones donde se cocinaba pan sin levadura. Las paredes quedaron sin tratar, con los ladrillos expuestos. Los muebles sagrados (Hejal y Bimah), de estilo barroco, provienen de la sinagoga de Chieri y son de notable mano de obra.
El segundo templo más pequeño está separado por una pared de ladrillos que da a una sala de oración. En esta sala frente a un hejal de madera fina hay seis filas de bancos. El hejal del siglo XVIII proviene de una sinagoga de rito alemán, que se encontraba en el entonces nuevo gueto. En 1849 se pintó de negro como signo de duelo tras la muerte de Carlos Alberto de Cerdeña, quien firmó el decreto por el que se liberalizó la religión judía. Posteriormente fue trasladado a la antigua casa de descanso en la Piazza Santa Giulia, donde permaneció hasta 1963. En las dos pequeñas puertas se reproducen imágenes doradas que recuerdan a Jerusalén.

## Galería
|                |
| En el año 1890 |

|                           |
| Tras el bombardeo de 1942 |

|                   |
| Templo del sótano |

|                          |
| Hejal barroco del s.XVII |

|                     |
| Sistemas litúrgicos |